# Liste der Monuments historiques in Vaudémont
Die Liste der Monuments historiques in Vaudémont führt die Monuments historiques in der französischen Gemeinde Vaudémont auf.

## Liste der Immobilien
| Bezeichnung          | Beschreibung                                | Standort                      | Kennzeichnung | Schutzstatus | Datum | Bild           |
| -------------------- | ------------------------------------------- | ----------------------------- | ------------- | ------------ | ----- | -------------- |
| Château de Vaudémont | Höhenburg, 11. Jahrhundert, 1639 geschleift | am westlichen Ortsrand (Lage) | PA00106429    | Classé       | 1840  | weitere Bilder |

## Liste der Objekte
| Bezeichnung                                         | Beschreibung                                                                              | Standort                         | Kennzeichnung | Schutzstatus | Datum | Bild |
| --------------------------------------------------- | ----------------------------------------------------------------------------------------- | -------------------------------- | ------------- | ------------ | ----- | ---- |
| Grabmal von Anne Martin                             | Steinkreuz, 1810                                                                          | auf dem Friedhof (Lage)          | PM54001954    | Inscrit      | 2009  |      |
| Grabmal (1)                                         | Steinkreuz, um 1800                                                                       | auf dem Friedhof (Lage)          | PM54001955    | Inscrit      | 2009  |      |
| Pietà                                               | Stein, 16. Jahrhundert                                                                    | in der Kirche St-Gengoult (Lage) | PM54000952    | Classé       | 1923  |      |
| Hauptaltar                                          | Altartisch, Altaraufbau und Tabernakel; Marmor, Stuck, zweite Hälfte des 18. Jahrhunderts | in der Kirche St-Gengoult (Lage) | PM54000954    | Classé       | 1982  |      |
| Grabmal (2)                                         | Steinkreuz, Anfang des 18. Jahrhunderts                                                   | auf dem Friedhof (Lage)          | PM54001949    | Inscrit      | 2009  |      |
| Rechter Seitenaltar                                 | Altartisch und Retabel; Holz, farbig gefasst und vergoldet, 18. Jahrhundert               | in der Kirche St-Gengoult (Lage) | PM54001943    | Inscrit      | 1984  |      |
| Kruzifix                                            | Holz, farbig gefasst, 18. Jahrhundert                                                     | in der Kirche St-Gengoult (Lage) | PM54001945    | Inscrit      | 2009  |      |
| Sechs Altarleuchter                                 | Kupfer, versilbert, Mitte des 18. Jahrhunderts                                            | in der Kirche St-Gengoult (Lage) | PM54000955    | Classé       | 1982  |      |
| 34 Kirchenbänke                                     | Holz, 18. Jahrhundert                                                                     | in der Kirche St-Gengoult (Lage) | PM54001944    | Inscrit      | 2009  |      |
| Grabmal der Familie Henri                           | Grabstein, bezeichnet 1796 und 1801                                                       | auf dem Friedhof (Lage)          | PM54001946    | Inscrit      | 2009  |      |
| Grabmal von Jean Gabriel                            | Steinkreuz, bezeichnet 1737                                                               | auf dem Friedhof (Lage)          | PM54001948    | Inscrit      | 2009  |      |
| Grabmal von Appolline Canel und Rose Gabriel        | Steinkreuz, bezeichnet 1725 und 1829                                                      | auf dem Friedhof (Lage)          | PM54001952    | Inscrit      | 2009  |      |
| Grabmal von J. Philippe Canel und Françoise Valance | Steinkreuz, bezeichnet An IV (1795/96) und An XIII (1804/05)                              | auf dem Friedhof (Lage)          | PM54001953    | Inscrit      | 2009  |      |
| Linker Seitenaltar                                  | Retabel; Holz, farbig gefasst und vergoldet, 18. Jahrhundert                              | in der Kirche St-Gengoult (Lage) | PM54001942    | Inscrit      | 1984  |      |
| Grabmal von Dominique Colin und Thérèse Crabouillot | Grabstein, bezeichnet 1870                                                                | auf dem Friedhof (Lage)          | PM54001947    | Inscrit      | 2009  |      |
| Grabmal von Rémy Serrier                            | Steinkreuz, bezeichnet 1738                                                               | auf dem Friedhof (Lage)          | PM54001950    | Inscrit      | 2009  |      |
| Grabmal von Jean-Nicolas Canel                      | Steinkreuz, bezeichnet 1828                                                               | auf dem Friedhof (Lage)          | PM54001951    | Inscrit      | 2009  |      |